# Chikago-Bande

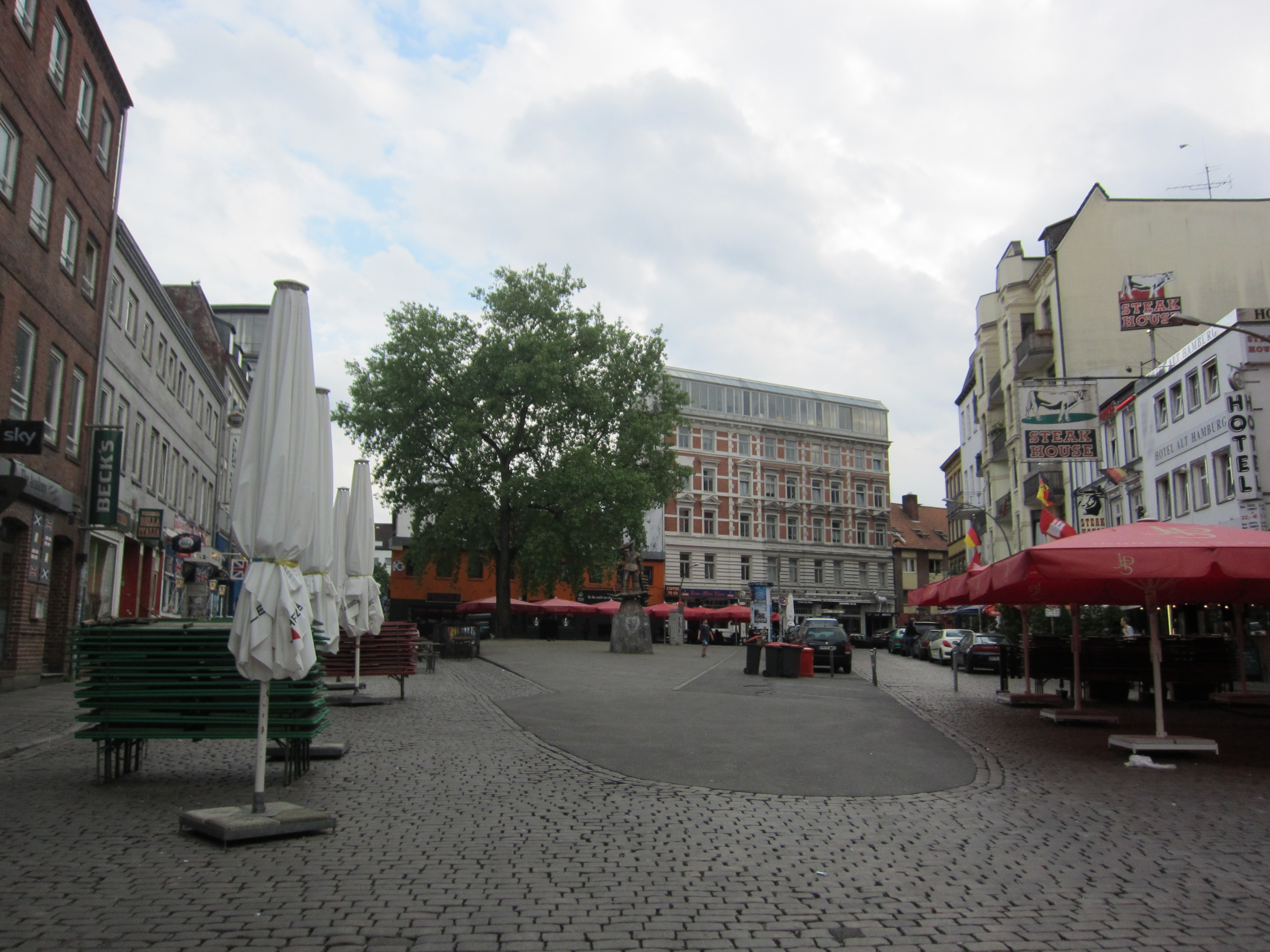
Hans-Albers-Platz in der heutigen Zeit

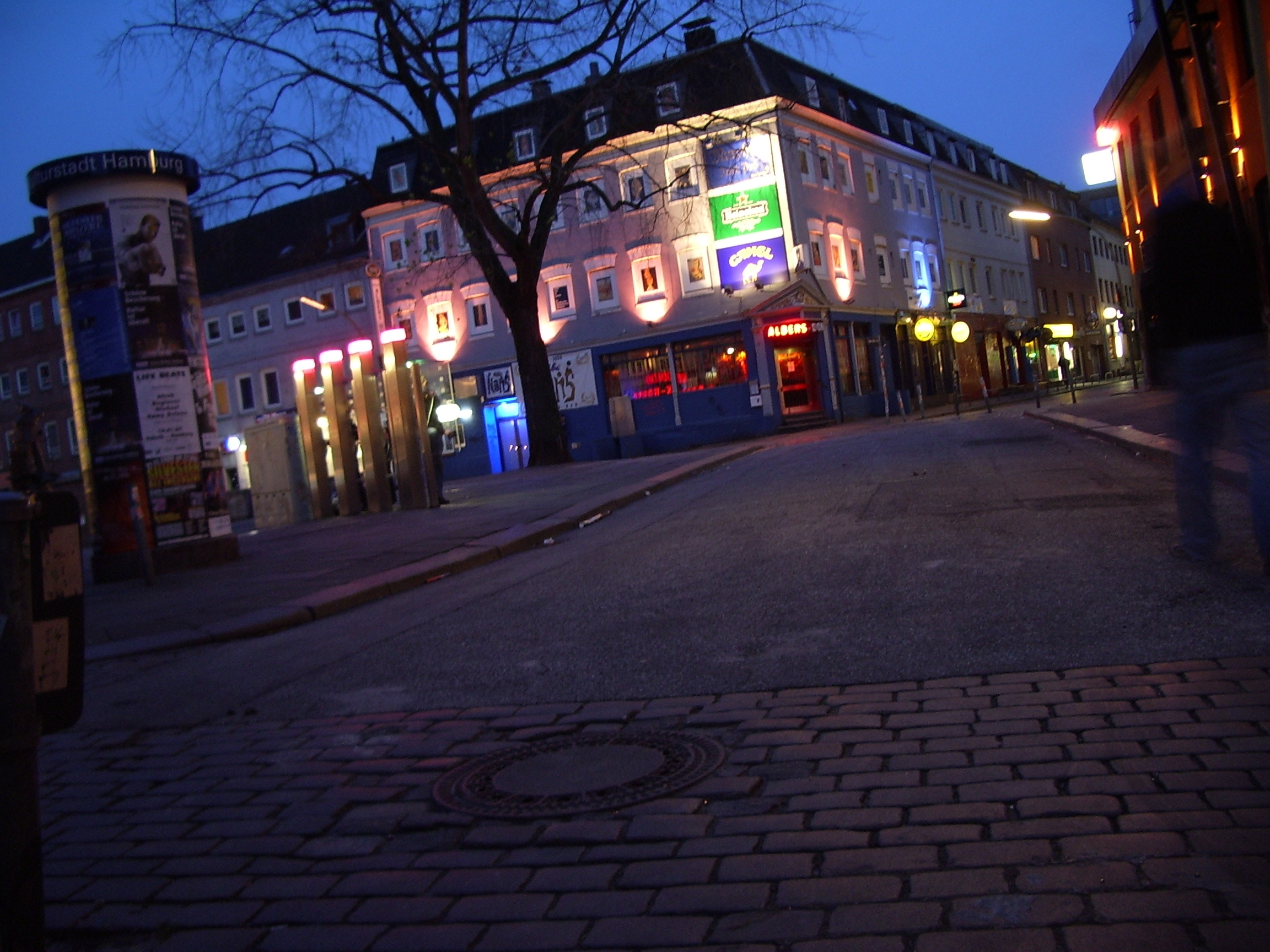
Hans-Albers-Platz Nachtleben

Die Chikago-Bande oder auch Hans-Albers-Platz-Gruppe (HAP-Gruppe) war neben der GMBH und der Nutella-Bande eine kleinere Zuhälter- und Drogenhändlerorganisation (Kokain) im Hamburger Rotlichtviertel St. Pauli und gruppierte sich um Reinhard „Ringo“ Klemm. Aufgrund ihrer Nähe zum Auftragsmörder „Mucki“ Pinzner wurde die Chikago-Bande als die gefährlichste unter den Dreien eingestuft.

## Revier
Das Revier der Chikago-Bande erstreckte sich, vom Millerntor aus gesehen, südlich der Reeperbahn bis zur Elbe. Nördlichster Punkt war das Palais d’Amour auf der Reeperbahn Nr. 142, wo „Wiener Peter“ Nusser seine Hauptaktivitäten hatte. Die Chikago-Bande lag im Konflikt mit der Nutella-Bande und der Gruppe um Stefan Hentschel. Ihre Beziehungen zur GMBH sind unklar.

## Geschichte
Das Hauptquartier der Chikago-Bande, die sich in den späten 1970er Jahren bildete, war das ehemalige Eiscafé „Chikago“ am Hans-Albers-Platz in Hamburg-St. Pauli. Das „Chikago“ wurde mehrfach umbenannt, unter anderem in „Chicago“, und heißt heute Frieda B. und liegt in der Friedrichstraße 17, welche an den Hans-Albers-Platz angrenzt. Der untere Teil wurde als Musikkneipe und Restaurant genutzt, im Obergeschoss war mit 15 Zimmern ein Bordell („Chikago II“) eingerichtet. Das „Chikago“ galt unter anderem als Treffpunkt eines harten Kerns von Zuhältern. Außerdem trafen sich dort in einem separaten Raum jeden Donnerstag Zuhälter aus ganz Deutschland zum Kartenspielen (Poker).
1972 verunglückte der vorherige Betreiber des „Chikago“ „Jonny“ Burger bei einem Autounfall und Reinhard „Ringo“ Klemm stieg ein. Bis Ende der 1970er Jahre betrieb Klemm das Lokal zusammen mit Janny Gakomiros. 1977 übernahm er das „Chikago“ allein. In den 1970er Jahren gehörte Uwe „Dakota-Uwe“ Carstens (* 1943 in Stralsund; † 1998 Selbstmord bei Pinneberg) zum Umfeld der Chikago-Bande. Eine Zeitlang arbeitete er als Barchef im „Dakota“ auf dem Hans-Albers-Platz und war ein Mitglied der kriminellen „Kegelclub“-Vereinigung. Zu seinen Tätigkeiten gehörten später Bordellbeteiligungen, ein Stundenhotel sowie Glücksspiel.
Mit Beginn der 1980er Jahre stieg die Chikago-Bande in das Kokain-Geschäft ein. Der Drogenhandel brachte eine völlig neue Dimension der Gewalt in den Rotlichtbezirk. So hatten „Wiener Peter“ Nusser und sein Geschäftspartner Gerd „Erzengel“ Gabriel, dem unter anderem das Fernfahrer-Bordell „Hammer Deich“ in der Süderstraße gehörte, mehrere Morde an Konkurrenten bei „Mucki“ Pinzner in Auftrag gegeben. Bekannte Opfer waren Jehuda Arzi († 7. Juli 1984), „Bayern-Peter“ Peter Pfeilmaier († 12. September 1984), „Lackschuh-Dieter“ Dietmar Traub († 13. November 1984) sowie „Neger Waldi“ Waldemar Dammer und Ralf Kühne († Ostern 1985).

## Bekannte Mitglieder
- Reinhard „Ringo“ Klemm (1946–2021): Betreiber des Clubs „Chikago“ am Hans-Albers-Platz
- Karl Heinz „Kalle“ Schwensen: 1984–1994 Betreiber des „Top Ten“-Clubs
- Uwe „King Kong“ Bolm († 1987): Zuhälter
- Hans-Joachim „Joe“ Marx (1955–2024): Zuhälter und Drogendealer[7]
- Holger Sass (1948–2022): Videothekar, Bordellbesitzer und Drogendealer
- Bernd „Campari-Bernd“ Wünsch († 1987): Zuhälter
- Gerd „Erzengel“ Gabriel: Bordellier und Steigenwirt
- Josef Peter „Wiener Peter“ Nusser: Zuhälter mit zahlreichen Bordellbeteiligungen im Palais d’Amour[8]